# Isomorfo (genética)
Después de la clasificación de Muller se describió como un isomorfo, o mutación genética que expresa un mutante puntual sin sentido con expresión idéntica al alelo original. 
Por lo tanto, con respecto a las relaciones entre los genes original y mutado, es difícil determinar los efectos de la dominancia y/o recesión.
Clasificación de Muller de alelos mutantes